# Chengjiao (socken i Kina, Henan, lat 35,41, long 114,06)
Chengjiao (kinesiska: 城郊, 城郊乡) är en socken i Kina. Den ligger i provinsen Henan, i den centrala delen av landet, omkring 81 kilometer nordost om provinshuvudstaden Zhengzhou.
Genomsnittlig årsnederbörd är 655 millimeter. Den regnigaste månaden är juli, med i genomsnitt 196 mm nederbörd, och den torraste är januari, med 3 mm nederbörd.